# Dotleniacz

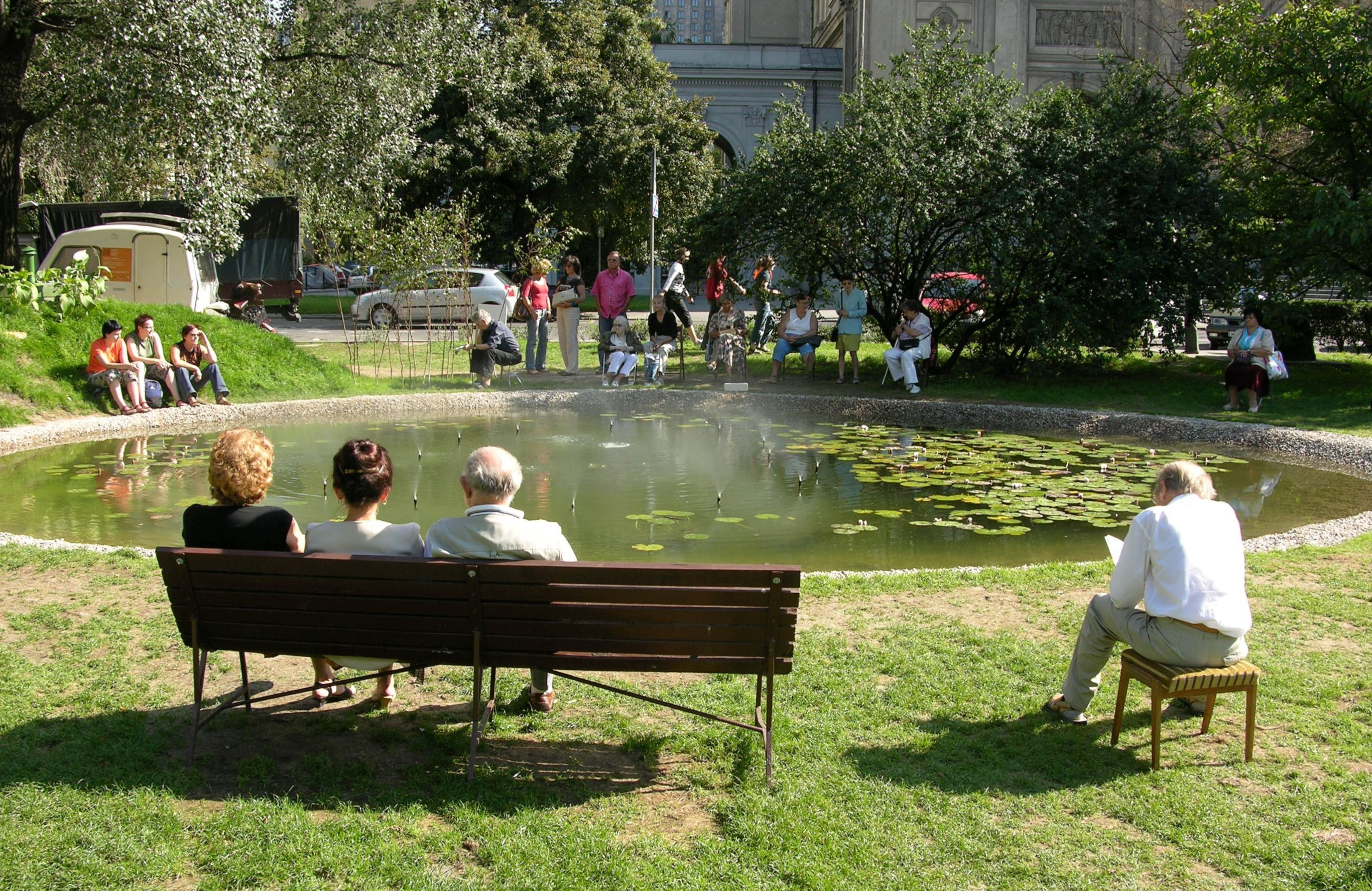
Dotleniacz na placu Grzybowskim w Warszawie

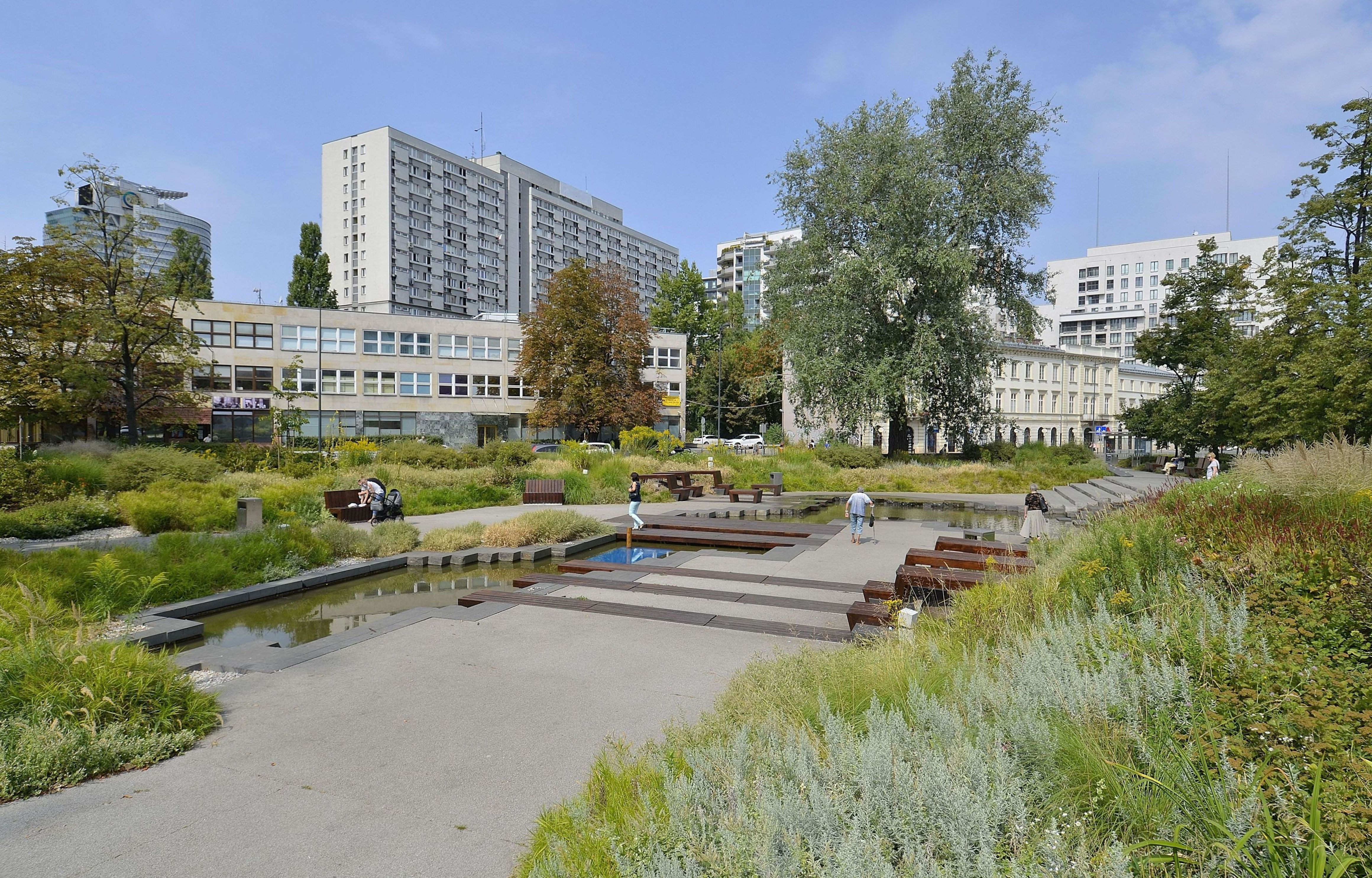
Miejsce, w którym znajdowała się instalacja, po rewitalizacji placu

Dotleniacz – publiczna instalacja Joanny Rajkowskiej, wystawa Centrum Sztuki Współczesnej Zamek Ujazdowski w Warszawie, której głównymi elementami są: wzbogacony tlenem sztuczny staw wkomponowany w trawnik miejski i futurystyczne ławki opodal. 

## Opis
Dotleniacz pojawił się na warszawskim placu Grzybowskim w 2007. Aparatura instalacji tworzyła bulgoczące bąbelki gazu w stawie i sztuczną mgiełkę, unoszącą się nad taflą wody, a także charakterystyczną woń ozonu, prawie kompletnie rozkładającego się na normalny tlen w wyniku ozonowania wody stawu. Zestaw uzupełniał obszerny trawnik naokoło stawu i obecność wodnych roślin. Staw miał 150 m² powierzchni i metr głębokości.
Otwarciu Dotleniacza towarzyszyła debata na temat roli przestrzeni publicznej w rozwoju miasta – cel artystki, jakim było zintegrowanie lokalnej społeczności, został osiągnięty, a pozostający na uboczu Warszawy plac stał się odwiedzany przez ludzi z całego miasta. Dotleniacz wygrał plebiscyt Wydarzenie Roku 2007, a Joanna Rajkowska, nominację na Człowieka Roku 2007 – w Warszawie, według jury dziennikarzy Gazety Wyborczej.
Jesienią 2007 został on rozebrany na zimę, przy czym miasto obiecało jego powrót na wiosnę 2008. Władze, wbrew opiniom mieszkańców i protestom specjalistów od przestrzeni miejskiej, opinii burmistrza dzielnicy Śródmieście, Wojciecha Bartelskiego, a także Zielonych 2004 przygotowały plany zagospodarowania placu, na których nie było Dotleniacza. Tomasz Gamdzyk, naczelnik wydziału estetyki przestrzeni publicznej w stołecznym Biurze Architektury uznał, że „mieszkańcy okolicy nie mogą zawłaszczać placu”, budząc polemikę w mediach i ostry sprzeciw wśród mieszkańców. 
Ostatecznie w opisie rozpisanego w 2008 konkursu na zagospodarowanie placu Grzybowskiego znalazł się warunek umieszczenia oczka wodnego.